# Daniel-Kofi Kyereh
Daniel-Kofi Kyereh (ur. 8 marca 1996 w Akrze) – ghański piłkarz grający na pozycji ofensywnego pomocnika. Od 2020 jest piłkarzem klubu FC St. Pauli.

## Kariera klubowa
Swoją karierę piłkarską Kyereh rozpoczynał w juniorach takich klubów jak: SC Gitter, Eintracht Brunszwik i VfL Wolfsburg (do 2014). W 2014 roku został zawodnikiem TSV Havelse, grającego w Regionallidze. 6 grudnia 2014 zadebiutował w niej w przegranym 0:1 meczu z Eintrachtem Norderstedt. Zawodnikiem Havelse był do końca sezonu 2017/2018.
W lipcu 2018 Kyereh przeszedł do SV Wehen. Swój debiut w nim w 3. Lidze zaliczył 28 lipca 2018 w zwycięskim 2:1 wyjazdowym meczu z VfR Aalen. W debiucie strzelił gola. W sezonie 2018/2019 awansował z SV Wehen do 2. Bundesligi.
29 lipca 2020 Kyereh został zawodnikiem innego klubu z 2. Bundesligi, FC St. Pauli. Swój debiut w nim zanotował 21 września 2020 w zremisowanym 2:2 wyjazdowym spotkaniu z VfL Bochum. W debiucie strzelił dwa gole.
| Sezon   | Klub         | Kraj   | Rozgrywki     | Mecze | Gole |
| ------- | ------------ | ------ | ------------- | ----- | ---- |
| 2014/15 | TSV Havelse  | Niemcy | Regionalliga  | 4     | 2    |
| 2015/16 | TSV Havelse  | Niemcy | Regionalliga  | 1     | 0    |
| 2016/17 | TSV Havelse  | Niemcy | Regionalliga  | 27    | 3    |
| 2017/18 | TSV Havelse  | Niemcy | Regionalliga  | 29    | 11   |
| 2018/19 | SV Wehen     | Niemcy | 3. Liga       | 34    | 15   |
| 2019/20 | SV Wehen     | Niemcy | 2. Bundesliga | 28    | 6    |
| 2020/21 | FC St. Pauli | Niemcy | 2. Bundesliga | 34    | 9    |

## Kariera reprezentacyjna
W reprezentacji Ghany Kyereh zadebiutował 3 września 2021 w wygranym 1:0 meczu eliminacji do MŚ 2022 z Etiopią, rozegranym w Cape Coast. W 2022 został powołany do kadry na Puchar Narodów Afryki 2021. Na tym turnieju rozegrał trzy mecze grupowe: z Marokiem (0:1), z Gabonem (1:1) i z Komorami (2:3).